# Denis Milhau
Pour les articles homonymes, voir Milhau (homonymie).
 (juin 2016).
Si vous disposez d'ouvrages ou d'articles de référence ou si vous connaissez des sites web de qualité traitant du thème abordé ici, merci de compléter l'article en donnant les références utiles à sa vérifiabilité et en les liant à la section « Notes et références ».
Denis Milhau (de son nom complet Denis Charles Édouard Milhau) est un conservateur de musée français né le 29 août 1933 à Jouars-Pontchartrain (Seine-et-Oise) et mort le 1er juin 2016 à Balaruc-les-Bains (Hérault),.
Il fut conservateur en chef des musées nationaux ainsi que conservateur en chef du musée des Augustins à Toulouse,

## Biographie

### Famille
Fils de Jean Milhau (peintre), et d’Antoinette Gillet, son épouse, il est le frère de Jacques Milhau, professeur de philosophie, et frère jumeau de Marie-Thérèse Goutmann, qui fut parlementaire de 1968 à 1981 et maire de Noisy-le-Grand de 1977 à 1984.

### Formation
Il a fait ses études à Montpellier et à Paris notamment au Lycée Buffon où il a passé le baccalauréat en 1950 et 1951. Il a fait une hypokhâgne et un début de khâgne au Lycée Louis le Grand et entamé une licence d'histoire à La Sorbonne. En 1956 il a passé le concours pour entrer dans la section supérieure des élèves agréés de l’École du Louvre dont il est sorti major[réf. nécessaire].
En 1962, il soutient sa thèse de fin d’études de la section supérieure de l’École du Louvre sous la direction de Jean Cassou pour laquelle il obtient la mention très bien avec les éloges du jury. Des exemplaires dactylographiés ont été déposés à la bibliothèque des conservateurs du musée du Louvre et au centre de documentation du Musée des Augustins de Toulouse. Il est titularisé dans le corps des musées nationaux en 1963.

### Carrière
Denis Milhau a été conservateur en chef du musée des Augustins de Toulouse de 1963 à 1994 et adjoint au directeur des études de l’École du Louvre de 1994 à 1998. 
Dans l’exercice de ses fonctions de conservateur, il a mené une importante politique d’expositions. Il a également contribué à l’élaboration d’une collection d’art contemporain, laquelle constitue une bonne part de la collection du musée des Abattoirs de Toulouse, notamment le rideau de scène « La Dépouille du Minotaure en costume d'Arlequin » de 1936 que Picasso a offert à la ville de Toulouse lors de l’exposition « Picasso et le Théâtre » en 1965, mais aussi à l’enrichissement des collections du musée en général. 
Il a permis la réfection et la modernisation du musée des Augustins dans les années 1970 et l’a, par ailleurs, dynamisé en obtenant, en collaboration avec Xavier Darasse, la construction d’un orgue par le facteur d’orgue allemand Jürgen Ahrend ainsi que l’organisation régulière de concerts par l’association Les Arts renaissants mais également dans le cadre du festival Toulouse les Orgues.

## Publications
- Germaine Richier, étude et essai de catalogue de l’œuvre sculpté : Thèse de fin d’études, section supérieure de l’École du Louvre ( Directeur de Thèse, M. Jean Cassou, Non publiée, 1962
- Le Dessin dans l’œuvre de Delacroix : Catalogue d’une exposition itinérante de fac-similés organisée par le Service éducatif des musées nationaux (en collaboration avec Sabine Ricard-Savanne), RMN, 1962
- Francis Bacon – Corpora – Cassinari – Gérard Schneider – Raoul Ubac notices : Les peintres célèbres ouvrage collectif sous la direction de M. Bernard Dorival, Mazenod, 1964
- Picasso et le Théâtre : Catalogue d’exposition au musée des Augustins de Toulouse avec des textes de MM. Louis Bazerque, Jean Cassou, Robert Mesuret et Douglas Cooper, 1965
- U.S.A. Art Vivant : Catalogue d’exposition au musée des Augustins de Toulouse, octobre-novembre 1966, 1966
- Chagall et le théâtre : Catalogue d’exposition au musée des Augustins de Toulouse, 1967
- Un nouveau classicisme : Picasso, ouvrage collectif sous la direction de M. André Fermigier), vol. coll.Génies-Réalités, Hachette, 1967, p. 137-160
- La Sculpture anglaise contemporaine : Catalogue d’exposition au musée des Augustins de Toulouse, juin-juillet 1968 (puis présentée au Festival des quatre Reines à Forcalquier, juillet-août, et au musée des Beaux-Arts de Lille, octobre-novembre 1968), 1968
- Vingt ans d’acquisitions, 1948-1968 : Catalogue d’exposition au musée des Augustins de Toulouse, mai 1969, 1969
- Le cubisme, la sculpture - La génération de l’entre-deux-guerres, la sculpture – Les générations nouvelles, la sculpture : Encyclopédie de la Pléiade, Histoire de l’Art IV – Du Réalisme à nos jours (publié sous la direction de Bernard Dorival, Gallimard, 1970, p. 800-821, 967-984,1221-1233
- « Picasso, la réalité et le théâtre », Revue Europe numéro spécial Picasso, no 492,‎ avril-mai 1970, p. 214-228
- Hommage à Renée Aspe : Catalogue d’exposition au musée des Augustins de Toulouse, Janvier-février 1971, 1971
- Les grandes étapes de la sculpture romane toulousaine, des monuments aux collections : catalogue d’exposition au musée des Augustins de Toulouse, avril 1971, à l’occasion du 96e Congrès national des sociétés savantes (Préface de M. Marcel Durliat), 1971
- De la Basoche aux verdets. La révolution et la contre-révolution à Toulouse, 1775-1830 : Catalogue d’exposition au musée des Augustins de Toulouse, 1972
- « Sur la sculpture cubiste », Travaux IV – Le Cubisme (Actes du 1er colloque d’histoire de l’art contemporain, musée d’Art et d’Industrie de Saint-Étienne et université de Saint-Étienne novembre 1971, édité par le C.I.E.R.E.C.,‎ 1973, p. 108-129
- « Note sur Nicolas Tournier, à propos de l’exposition « Valentin et les peintres caravagesques français à Rome », La Gazette des beaux-arts, no 83,‎ 1974
- Matisse, Picasso et Braque, 1918-1926, y a-t-il retour à l’ordre ? : Travaux VIII – « Le Retour à l’ordre dans les arts plastiques et l’architecture, 1919-1925 » (actes du 2d colloque d’histoire de l’art contemporain, musée d’Art et d’Industrie de Saint-Étienne et université de Saint-Étienne, février 1974, C.I.E.R.E.C., 1975, p. 95-142
- Théâtre et Époque classique : Pablo Picasso, ouvrage collectif sous la direction de Jean Cassou, Aimery Somogy, 1975, p. 147-172 (Réédité, en allemand, dans le catalogue Picassos Klassizismus à la Kunsthalle de Bielefeld en 1988, p. 63-76)
- « Valeurs et Contradictions du concept de néoclassicisme dans le rapport de Picasso à Ingres », Bulletin des amis du musée Ingres, no numéro spécial,‎ 1975, p. 103-134
- « Découvertes archéologiques au monastère des Ermites de Saint Augustin de Toulouse et Données nouvelles sur l’histoire du couvent », Mémoires de la Société archéologique du Midi de la France, vol. XLI, no numéro spécial,‎ 1977, p. 33-88
- « Présupposés théoriques et Contradictions du nouveau réalisme socialiste en France au lendemain de la Seconde Guerre mondiale », Travaux XX - Art et Idéologies. L’Art en occident, 1945-1949 (actes du 3e colloque d’histoire de l’art contemporain, musée d’Art et d’Industrie de Saint-Étienne et université de Saint-Étienne, novembre 1976,‎ 1978, p. 103-131
- « Ingres, la ligne et la couleur », Bulletin spécial des amis du musée Ingres,‎ 1980, p. 111-130
- « Reflets de la crise et Crise du reflet. Sur la politique culturelle du parti communiste et la formation de la doctrine du réalisme socialiste », Travaux XXVI - L’Art face à la crise, l’art en occident 1929-1939 (actes du 4e colloque d’histoire de l’art contemporain, musée d’Art et d’Industrie de Saint-Étienne et université de Saint-Étienne, mars 1979, édité par le C.i.E.R.E.C.,‎ 1980, p. 241-293
- « Lecture du cubisme par deux poètes, Apollinaire et Reverdy », revue Europe, Cubisme et littérature, nos 638-639,‎ 1982, p. 44-50
- Picasso, couleurs d’Espagne, couleurs de France, couleurs de vie : Catalogue d’exposition du musée des Augustins de Toulouse au Réfectoire des Jacobins, février- avril 1983, 1983
- « Rodin et la Sculpture anthropomorphe de Giacometti et Germaine Richier », Rodin et la sculpture contemporaine, actes du colloque du musée Rodin, octobre 1982,‎ 1983, p. 35-44 et débat 45-49
- Musée des Augustins 1969-1984 Nouvelles acquisitions : Catalogue d’exposition au musée des Augustins de Toulouse, été 1984, 1983
- Félix Denax : Catalogue d’exposition au musée des Augustins de Toulouse, été 1985, 1985
- « Cheminements théoriques et Pratiques de l’abstraction en sculpture », Travaux XLVIII Les Abstractions I – La Diffusion des abstractions – Hommage à Jean Laude, Actes du 5e colloque d’histoire de l’art contemporain, musée d’Art et d’Industrie de Saint-Étienne et université de Saint-Étienne, mars 1985,‎ 1985, p. 23-71
- Henri Guérin : Trente ans d'atelier : Catalogue d’exposition du musée des Augustins de Toulouse au Réfectoire des Jacobins, avril-juin 1986, 1986
- Carlos Pradal : Catalogue d’exposition au musée des Augustins de Toulouse, septembre-novembre 1986, 1986
- José Subirà-Puig, Eloge du bois : Catalogue d’exposition au musée des Augustins de Toulouse puis au Château royal de Collioure, A.D.A.C., 1987
- Pierre Igon : Catalogue d’exposition au musée des Augustins de Toulouse, hiver 1988-1989, 1988
- « La Ténacité de la forme », Hommage à Louis Latapie, catalogue d’exposition au musée des Augustins de Toulouse et au musée Rapin de Villeneuve-sur-Lot,‎ 1988
- Max Schoendorff, peinture-théâtre : Catalogue d’exposition au musée des Augustins de Toulouse, printemps 1988, 1988
- Georges Fréchin, sculptures, de la matière à la forme : Catalogue d’exposition au musée des Augustins de Toulouse, novembre 1988-mars 1989, 1988
- « Notes pour un portrait de l’architecture toulousaine et Remarques sur la sculpture à Toulouse et dans le monde toulousain, , catalogue d’exposition au musée des Augustins de Toulouse, janvier-mars (1989) », De Toulouse à Tripoli, la puissance toulousaine au XIIe Siècle, 1080-1208,‎ 1989, p. 39-45, 46-58
- Mel Klapholz : Catalogue d’exposition au musée des Augustins de Toulouse, été 1989, 1989
- « Discours d’histoire, discours d’actualité, quelques remarques à propos de David et de la modernité », Bulletin des mis du musée Ingres, nos 61-62,‎ 1989, p. 87-103
- « Misérabilisme de l’art ou la Rigueur de l’inertie », Toulouse épicurienne, subtile et tolérante », éd. Autrement, vol. série France, no 4,‎ mars 1991, p. 148-155
- Naissance d’une collection d’art moderne, cinquante œuvres du musée des Augustins : Catalogue d’exposition au Château-Prieuré de Monsempron-Libos, été 1992, Maugein, 1992
- « Nature et Abstraction chez Apollinaire, note sur la critique du futurisme italien par Apollinaire », De la métaphysique au physique, pour une histoire contemporaine de l’art, Hommage à Fanette Roche-Pézard, publications de la Sorbonne,‎ 1995, p. 113-119
- « Réflexion sur un peintre d’origine luthérienne et montbéliardaise au service de l’Église de la Contre-Réforme », Nicolas Tournier et la peinture caravagesque en Italie, en France et en Espagne », Actes du colloque, université de Toulouse-le-Mirail, juin 2001,‎ 2003, p. 219-229
- Du Réalisme : A propos de Courbet, Baudelaire, Cézanne, Kandinsky, Apollinaire, Picasso..., Paris, L’Harmattan, 2012, 252 p. (ISBN 978-2-296-96265-1)